# خالدة ضياء
خالدة ضياء الرحمن (بالبنغالية: খালেদা জিয়া) زعيمة سياسية بنغالية، كانت رئيس وزراء بنغلاديش في الفترة من 1991م حتى 1996م. هي أول امرأة في تاريخ البلاد تتقلّد هذا المنصب وثاني امرأة مسلمة في العالم تتولّى منصب رئاسة حكومة ديمقراطية بعد بينظير بوتو، وتولّته لفترة ثانية من 2001م حتى 2006م. هي أرملة رئيس بنغلاديش السابق ضياء الرحمن، وتقود حزبه القديم، الحزب الوطني البنغلادشي (BNP).
بعد انقلاب عام 1982 بقيادة قائد الجيش حسين محمد إرشاد، ساهمت ضياء في قيادة الحركة نحو الديمقراطية وحتى سقوط نظام إرشاد الدكتاتوري والعسكري في عام 1990. تم تعيين خالدة رئيسا للوزراء بعد فوز حزبها في الانتخابات العامة عام 1991. بالإضافة إلى ذلك، خدمت لفترة وجيزة في الحكومة قصيرة الأجل في عام 1996 في الوقت الذي قاطعت فيه الأحزاب الأخرى الانتخابات. في الجولة الانتخابية العامة التالية من نفس العام 1996، تم انتخاب عصبة عوامي الشعبية للحكم. عاد حزب خالدة ضياء إلى السلطة في عام 2001. وقد انتُخبت في خمس دوائر انتخابية منفصلة في الانتخابات العامة في 1991 و 1996 و 2001.
ظهرت خالدة ضياء مرات عديدة في قائمة أقوى 100 امرأة في العالم في مجلة فوربس، حيث احتلت المرتبة رقم 14 في عام 2004 والمرتبة رقم 29 في عام 2005، والمرتبة رقم 33 في عام 2006.
خلال فترة رئاستها عام 2006، وُجِّهت لها ولأبنائها تهمة الفساد وتلقّي الرشاوي وقد تم احتجازهم والتحقيق معهم.
منافستها الرئيسية في آخر عقدين هي قائدة رابطة عوامي شيخة حسينة واجد. تولّتا كلتا السياسيّتان منصب رئاسة الحكومة بالتناوب منذ 1991.

## ولادتها ونشأتها
ولدت خالدة ضياء يوم 15 أغسطس/آب 1945 في مقاطعة ديناجبور بالشمال الغربي لبنغلاديش، الراج البريطاني سابقا. والدها هو إسكندر مجومدير، رجل أعمال، ووالدتها هي طيبة مجومدير.

## زواجها
أكملت خالدة دراستها الجامعية في 1960. وتزوجت في العام نفسه ضياء الرحمن يوم كان نقيبا في الجيش الباكستاني قبل انفصال بنغلاديش، ثم تولّى رئاسة جمهورية بنغلاديش عام 1977 بعد إعلان استقلالها عن باكستان عام 1971. وجرى اغتياله 1981م.

## نشاطها السياسي
إثر حادثة اغتيال زوجها دخلت معترك الحياة السياسية فأصبحت نائبة لزعيم الحزب الوطني البنغلاديشي في 1983 بينما تولّى القاضي أبدوس ستار رئاسة الحزب. بعد إقالة ستار من منصب الرئاسة خلال الانقلاب العسكري، تولّت خالدة رئاسة الحزب في 1984 وأصبحت بذلك زعيمة الحزب القومي في بنغلاديش، الحزب الذي أسّسه زوجها في نهاية سبعينيات القرن الماضي. اعتقلت أكثر من سبع مرات في فترة رئاسة حسين محمد إرشاد حيث عارضت نظامه بشدة وقد وُصفت تلك الفترة بأنها «فترة الحكم الفردي العسكري في بنغلاديش».
في فبراير 1991 تولّت رئاسة الوزراء بعد أن فاز حزبها بانتخابات وصفت بالحرة، لتصبح أول امرأة تتولى رئاسة الحكومة البنغالية.
وفي سبتمبر 1991 أصبحت تتمتع بالسلطة الفعلية في الدولة بعد تعديل الدستور الذي يعطي السلطة التنفيذية لرئيس الوزراء، بعد جعل منصب رئيس الجمهورية منصبا فخريا.
وفي عام 1996 خسر حزبها الانتخابات -لصالح حزب «رابطة عوامي» (الشعب) برئاسة الشيخة حسينة واجد وانتقلت خالدة إلى صفوف المعارضة بعد أن أصبح حزبها يمثل أكبر قوة معارضة في البرلمان البنغالي بـ116 مقعدا.
في أكتوبر 2001 عادت خالدة إلى منصب رئاسة الوزراء إثر فوز التحالف - الذي شكّلته من أربعة أحزاب- بالانتخابات، واستمرت في منصبها حتى عام 2006.

## الاتهامات
وُجِّهت لخالدة تهم بالفساد واستغلال النفوذ في أبريل 2007 فدخلت السجن هي وابنها عرفات، وفي سبتمبر من العام نفسه أفرجت السلطات البنغالية عنهما.
- اتهمت المحكمة العليا في بنغلاديش خالدة ضياء و 3 من مساعديها باختلاس 400 ألف دولار من أحد صناديق الأعمال الخيرية باسم زوجها الراحل ضياء الرحمن.[6]

وقد رفضت المحكمة العليا البنغلاديشية في سبتمبر 2014 الطعن الذي تقدّمت به خالدة لتبرئتها من تهم بالفساد وجهت لها مجددا مطلع العام نفسه.
- ذكرت عدة صحف عالمية مثل: ذا ديلي ستار أن ثروتها تبلغ 200 مليون دولار ذلك عام 2009 م.[7]

## روابط خارجية
- خالدة ضياء على موقع الموسوعة البريطانية (الإنجليزية)
- خالدة ضياء على موقع مونزينجر (الألمانية)
- خالدة ضياء على موقع إن إن دي بي (الإنجليزية)